# علاج بالتعرض المطول
العلاج بالتعرض المطول (بالإنجليزية: Prolonged exposure therapy)‏ هو شكل من أشكال العلاج السلوكي والعلاج السلوكي المعرفي صمم لعلاج اضطراب ما بعد الصدمة، ويتميز بإعادة تجربة الحدث الصادم عن طريق تذكره والتعامل معه، بدلا من تجنبه، وتجنب تذكر الصدمة، وفي بعض الأحيان، ويشار إلى هذه التقنية باسم الفيض.

## الوصف
العلاج بالتعرض المطول هو علاج مبني علي النظريات كما أنه علاج فعال للغاية لاضطراب ما بعد الصدمة المزمن، والاكتئاب المتعلق به، والقلق، والغضب، وبناءا على المبادئ السلوكية الأساسية فقد تم التحقق من صحة ذلك تجريبيا مع أكثر من 20 عاما من البحوث التي تدعم استخدامه [بحاجة لمصدر].
التعرض المطول هو علاج مرن يمكن تعديله ليناسب احتياجات المرضي الفردية، وهو مصمم خصيصا لمساعدة المرضي (من الناحية النفسية) على معالجة الأحداث المؤلمة وتقليل الاضطرابات النفسية الناجمة عن الصدمات النفسية، كما أدي التعرض المطول لتحسن كبير سريريا في حوالي 80٪ من المرضى الذين يعانون من اضطرابات ما بعد الصدمة [بحاجة لمصدر].
وقد وجد أن العلاج بالتعرض المطول قد تفوق على العلاج الداعم في حالة النساء المعتدي عليهم جنسيا مع اضطرابات ما بعد الصدمة أثناء تجربة عشوائية.
العلاج بالتعرض المطول تم تطويره من قبل إدنا ب فوا( Edna B Foa)، الحاصلة علي الدكتوراه، ومديرة مركز علاج ودراسة القلق، ويستخدم الممارسين في جميع أنحاء الولايات المتحدة وبلدان أخرى كثيرة التعرض المطول بنجاح لعلاج الناجين من الصدمات المتنوعة بما في ذلك الاغتصاب والاعتداء والاعتداء على الأطفال، القتال، حوادث السيارات والكوارث، كما أن التعرض المطول كذلك مفيد للذين يعانون من المراضة المشتركة لاضطرابات ما بعد الصدمة وتعاطي المخدرات عند دمجها مع علاج تعاطي المخدرات.
على مدى سنوات من التجارب والتنمية، تطور التعرض المطور لبرنامج تدخلي قابل للتكيف لتلبية احتياجات الناجين من الصدمات المتنوعة، بالإضافة إلى الحد من أعراض اضطراب ما بعد الصدمة، والتعرض المطول يغرس الثقة بالنفس والشعور بالتحكم، ويحسن مختلف جوانب الأداء اليومي، ويزيد من قدرة المريض على التعامل بشجاعة بدلا من الخوف عند مواجهة الإجهاد، ويحسن قدرته على تمييز المواقف الآمنة وغير الآمنة.
في عام 2001، تلقي التعرض المطول لاضطراب ما بعد الصدمة جائزة البرنامج المثالي لمنع إدمان المخدرات من قبل قسم الصحة والخدامات الإنسانية للولايات المتحدة وإدارة خدمات الصحة العقلية وإدمان المخدرات (SAMHSA)، كما تم اختيار التعرض المطول من قبلها ومن قبل مركز الوقاية من إساءة استخدام العقاقير كبرنامج نموذجي للانثار القومي.

## المكونات
يتميز اضطراب ما بعد الصدمة بالمعاناة من الحدث الصادم من خلال الذكريات الاقتحامية المزعجة والكوابيس وذكريات الماضي وردود الفعل العاطفية والفسيولوجية القوية الناجمة عن تذكر الصدمة، ويحاول معظم الأشخاص الذين يعانون من اضطرابات ما بعد الصدمة درء الأعراض والأفكار والمشاعر الاقتحامية وتجنب الصدمة وتجنب الأشياء التي تثير تذكرها، حتى عندما تكون تلك الأشياء ليست خطرة بطبيعتها، ولتحديد الذكريات المؤلمة ومثيرات تذكر الصدمة، فإن المكونات الأساسية لبرامج التعرض للاضطراب هي:
1. التعرض التخيلي، إعادة النظر في الذاكرة المؤلمة، وتكرار سردها بصوت عال، ومعالجة المعاناة المتكررة.
2. التعرض الحي، بتكرار المواجهة مع الحالات والأشياء التي تسبب الضيق ولكنها ليست خطيرة بطبيعتها.

الهدف من هذا العلاج هو تعزيز معالجة ذاكرة الصدمات وتقليل الشدة وتجنب استثارتها بتذكر الصدمة، بالإضافة إلى ذلك، يتم تشجيع الأفراد المصابين بالذهول العاطفي والاكتئاب على الانخراط في أنشطة ممتعة، حتى لو كانت هذه الأنشطة لا تسبب الخوف أو القلق لكنها تسربت خارج حياة الشخص نتيجة لفقدان الاهتمام.
يحدث التعرض التخيلي عادة خلال جلسة العلاج، ويتكون من رواية الصدمة إلى الطبيب المعالج، بينما في التعرض الحي فإن الطبيب والمريض يعملان معا لإنشاء تسلسل هرمي من الخوف والتجنب وعادة ما يُعين التعرض لهذه العناصر كواجبات منزلية، ويعمل كلا المكونين من خلال تسهيل المعالجة العاطفية لترويض الذكريات المؤلمة واجتنابها (تقليل الحساسية).

## معلومات بحثية
- Prolonged Exposure Therapy for PTSD: Emotional Processing of Traumatic Experiences, Therapist Guide by Edna B. Foa, Elizabeth A. Hembree, Barbara Olasov Rothbaum, March 2007, Oxford University Press, "Treatments that work".
- Reclaiming Your Life From a Traumatic Experience, Workbook, Barbara Olasov Rothbaum, Edna B. Foa, Elizabeth A. Hembree, March 2007, Oxford University Press, "Treatments that work".
- Prolonged Exposure Therapy for Posttraumatic Stress Disorders SAMHSA Model Programs.
- Center for the Treatment and Study of Anxiety, University of Pennsylvania Edna B. Foa, PhD, Director.
- Beyond the manual: The insider's guide to Prolonged Exposure therapy for PTSD E.A. Hembree, S.A.M. Rauch and E.B. Foa. Cognitive and Behavioral Practice (2003) 10:22–30.
- Cognitive Behavioral Therapy for Posttraumatic Stress Disorder in Women: A Randomized Controlled Trial, Paula P. Schnurr, Matthew J. Friedman, Charles C. Engel, Edna B. Foa, et al. Journal of the American Medical Association, February 28, 2007; 297: 820–30. "Prolonged exposure is an effective treatment for PTSD in female veterans and active-duty military personnel. It is feasible to implement prolonged exposure across a range of clinical settings."
- Treatment of PTSD: An Assessment of The Evidence, الأكاديمية الوطنية للطب (الولايات المتحدة الأمريكية), October 17, 2007. "The committee reviewed 53 studies of pharmaceuticals and 37 studies of psychotherapies used in PTSD treatment and concluded that because of shortcomings in many of the studies, there is not enough reliable evidence to draw conclusions about the effectiveness of most treatments. There are sufficient data to conclude that exposure therapies—such as exposing individuals to a real or surrogate threat in a safe environment to help them overcome their fears—are effective in treating people with PTSD. But the committee emphasized that its findings should not be misread to suggest that any PTSD treatment ought to be discontinued or that only exposure therapies should be used to treat PTSD."

## وصلات خارجية
- Exposure therapy for PTSD at Epigee Women's Health
- Intensive Training Program in Dr. Foa's Prolonged Exposure Therapy
- Information about PTSD and Prolonged Exposure Therapy